# Shadowhunters - Dark Artifices
Shadowhunters - Dark Artifices è una serie letteraria urban fantasy scritta da Cassandra Clare. Questa saga è cronologicamente la quarta della serie Shadowhunters e narra le vicende seguenti a The Mortal Instruments. La storia si svolge nel 2012 a Los Angeles presentando le vicende dei due giovani protagonisti: Emma Carstairs e Julian Blackthorn e della sua famiglia.
La storia si concentra sul legame parabatai tra i due protagonisti e come esso possa sia rinforzare che distruggere quest'ultimi. Difatti questo legame permette alla coppia di essere più forte e potente ma con l'unico vincolo che i due non si debbano mai innamorare l'uno dell'altro.

## Libri
La saga include tre romanzi:
- Shadowhunters - Signora della mezzanotte (Lady Midnight), pubblicato in inglese l'8 marzo 2016.
- Shadowhunters - Signore delle ombre (Lord of Shadows), pubblicato in inglese il 23 maggio 2017.
- Shadowhunters - Regina dell'aria e delle tenebre (Queen of Air and Darkness), pubblicato in inglese il 4 dicembre 2018, in italiano il 19 febbraio 2019.

## Personaggi

### Personaggi principali
- Emma Cordelia Carstairs (Compare per la prima volta in Città del fuoco celeste): nata a Los Angeles nel 1995, all'inizio della saga ha 17 anni ed è considerata la migliore Shadowhunter della sua generazione. Bionda di capelli e con occhi castani/nocciola, è una ragazza molto determinata, sarcastica e altruista. In quanto membro della famiglia Carstairs, eredita e possiede la spada Cortana, sua arma prediletta, che è in grado di tagliare qualsiasi materiale. Perde entrambi i genitori a soli 12 anni, il giorno in cui Sebastian Morgenstern invade e distrugge l’istituto di Los Angeles durante la Guerra Oscura. Nel corso di Shadowhunters-Dark Artifices si scopre che non ha mai smesso di indagare sulla loro morte, divenuta la sua ossessione. Proprio per portare avanti la sua indagine privata, è diventata un’assidua frequentatrice del Mercato delle Ombre, temuta e conosciuta nel Mondo dei Nascosti, dove conosce Kit Rook. Inizialmente fidanzata con Cameron Ashdown, lo lascia prima del ritorno dei Blackthorn a Los Angeles, periodo durante il quale diventa migliore amica di Cristina Rosales. È molto legata ai giovani Blackthorn, in particolare a Julian, suo parabatai, del quale è molto innamorata nonostante ciò sia espressamente vietato dalla legge.
- Julian Atticus Blackthorn (Compare per la prima volta in Città delle anime perdute - capitolo 1 -): spesso chiamato anche Jules, ha 17 anni, capelli castano scuro e occhi verde/azzurro. La pittura è la sua grande passione. Già orfano di madre, comincia a prendersi cura dei suoi fratelli minori e far loro da genitore dopo la morte del padre Andrew, da lui ucciso durante la Guerra Oscura. Segretamente da tutti (la questione verrà a galla in Signore delle ombre), gestisce l'istituto di Los Angeles, il cui capo formale è suo zio Arthur Blackthorn, mentalmente instabile e impossibilitato a ricoprire tale ruolo. Nel primo libro, rischia seriamente di morire per due volte. Fa di tutto per proteggere i fratelli e questo lo ha portato, negli anni, a sviluppare un lato oscuro della sua personalità, fedele al motto di famiglia “lex mala lex nulla”: è spesso disposto, infatti, a disobbedire al Conclave, a mentire ai suoi membri. È molto intelligente, determinato e gentile. Emma Carstairs è la sua parabatai e migliore amica e, col tempo, si accorgerà di esserne molto innamorato.
- Mark Antony Blackthorn (Compare per la prima volta in Città del Fuoco Celeste): nasce nel 1991 alla Corte Seelie, ed è l’unico figlio maschio di Andrew e Lady Nerissa. Ha capelli biondo chiaro e, essendo stato membro della Caccia Selvaggia, ha occhi di colore diverso: uno dorato e l’altro azzurro-verde, come tutti i Blackthorn. All’inizio di Signora della Mezzanotte, viene riconsegnato alla sua famiglia in cambio dell’aiuto che questa presterà alle fate. In quel momento ha 21 anni ma fisicamente ne dimostra appena 16/18. Dopo al suo ritorno, ha parecchi problemi ad adattarsi alla vita Shadowhunters, nonostante l’affetto e l’entusiasmo dei fratelli minori, e sviluppa inizialmente un rapporto freddo e diffidente con Julian. Come molte fate, è bisessuale e, dopo aver intrattenuto una relazione con Kieran durante la Caccia Selvaggia, una volta a LA sembra interessarsi romanticamente a Cristina.
- Cristina Mendoza Rosales: è una ragazza di 18 anni che proviene dall'Istituto di Città del Messico. Ha tratti ispanici, capelli neri e occhi castani. Ha un grande interesse verso il roseto di famiglia e per la cultura delle fate. Porta con sé un ciondolo a forma di Angelo avente delle capacità di protezione sia per chi lo indossa che per chi sta nelle vicinanze di quest'ultimo. Si trova all'Istituto di Los Angeles per via del suo anno di formazione in giro per il mondo, tipico per tutti gli Shadowhunters appena maggiorenni, e diventa la migliore amica di Emma. La sua arma prediletta è il coltello a farfalla, che porta come fermaglio tra i capelli. Quando si trovava a Città del Messico, era innamorata di Diego Rosales e progettava di diventare la parabatai di suo fratello Jaime, salvo poi partire per Los Angeles col cuore spezzato per via del tradimento di entrambi.
- Diego Rocío Rosales: ex membro dell'Enclave di Città del Messico, è un Centurione proveniente dalla Scholomance. Ha un fratello, Jaime, ed è stato il primo amore di Cristina, la quale gli ha affibbiato il soprannome "Diego il Perfetto" per via del suo aspetto fisico (occhi e capelli neri, lineamenti decisi) e del suo atteggiamento. Abile con la balestra, è uno Shadowhunter altamente addestrato. Compare per la prima volta in Signora della Mezzanotte, quando ferisce Julian con un ago intriso di belladonna durante l'indagine sulle fate uccise. In Signore delle ombre vengono a galla alcune delle vicende della Scholomance che lo allontanano da Cristina, la quale gli affiderà, a fine romanzo, la vita di Kieran, offrendogli così l'occasione di riscatto ai suoi occhi.
- Tiberius Nero Blackthorn (Compare per la prima volta in Città del Fuoco Celeste): chiamato spesso Ty, è uno dei due gemelli appartenenti alla famiglia Blackthorn. Ha dei tratti molto diversi rispetto agli altri componenti della famiglia per via dei suoi capelli neri e occhi grigi rispetto agli usuali capelli castani e gli occhi verde/azzurro. Soffre di una leggera forma di autismo, infatti indossa sempre delle cuffie in modo da attutire il caos circostante, ed è un appassionato di gialli, etologia ed informatica. Ha un rapporto molto stretto e particolare con la gemella Livvy, ma nonostante ciò continua a rifiutare la sua proposta di diventare parabatai. Stringe amicizia con Kit Rook quando questi si trasferisce all'istituto, un legame destinato ad evolversi in qualcosa di più.
- Livia Blackthorn (Compare per la prima volta in Città del Fuoco Celeste): chiamata anche Livvy, insieme a Tiberius compone la squadra dei gemelli della famiglia Blackthorn. Ha l'aspetto tipico dei Blackthorn, con capelli castani e occhi verde/azzurro. È molto legata al gemello tanto da prendersene cura e proteggerlo da possibili traumi. Ha una passione per il mondo dei mondani e per la matematica e il suo sogno è quello di prendersi cura di altri Shadowhunters, magari diventando capo di un Istituto. Dopo l'arrivo di Kit, è l'unica ad accorgersi del legame speciale tra il ragazzo e il suo gemello, e spesso formerà un trio con i due, tirandoli fuori dai guai come al Mercato delle Ombre. Il suo aiuto si rivela decisivo in Signore delle ombre, anche se nel finale rimane vittima della strage della Sala degli Accordi, uccisa da Annabel Blackthorn.
- Kit Rook/ Herondale: figlio di Johnny Rook, informatore di Emma al Mercato delle Ombre, ha 15 anni all’inizio della saga. Ha capelli biondi ed occhi azzurri ed è un ragazzo curioso, solitario e schivo. Viene salvato dai demoni che uccidono il padre da Jem e Tessa, che gli rivelano di essere un Herondale. In Signore delle ombre, viene ospitato all'istituto, ma è recalcitrante all'idea di diventare uno Shadowhunter. L’unico con cui va d'accordo è Ty, con cui sviluppa uno stretto rapporto di amicizia, che si trasformerà poi in qualcosa di più grande. Kit è, infatti, innamorato di Ty.
- Drusilla Blackthorn (Compare per la prima volta in Città del Fuoco Celeste): chiamata da tutti Dru, è una ragazza di 13 anni con occhi verde/azzurro e capelli castani. Viene presa in giro dagli altri Shadowhunters giovani essendo più in carne rispetto a loro. Ha una grande passione per gli horror perché sa che non le faranno mai paura come ciò che ha visto nel suo passato. Sognatrice e gentile, in Signore delle ombre stringe una strana amicizia con Jaime Rosales. Spesso viene lasciata lontano dal campo di battaglia insieme a Tavvy per via della sua giovane età, anche se verso la fine di LoS comincia a ribellarsi a tale imposizione.
- Octavian Blackthorn (Compare per la prima volta in Città del Fuoco Celeste): per tutti Tavvy, è il più piccolo dei Blackthorn. Ha occhi e capelli tipici della sua famiglia. Alla fine di Signora della Mezzanotte verrà rapito da Malcolm per completare il rituale di resurrezione, ma poi sarà salvato da Julian.
- Kieran: è un Principe della Corte Unseelie e membro della Caccia Selvaggia. Ha i capelli che possono cambiare colore passando dal bianco al nero e all'azzurro. Essendo un membro della Caccia Selvaggia possiede gli occhi di due colori diversi: uno nero e uno argento. Innamorato di Mark finirà per farsi coinvolgere negli intrighi della famiglia Blackthorn.
- Malcolm Fade: è il Sommo Stregone di Los Angeles. Di carnagione mulatta e capelli bianco-argentei, è uno stregone un po' svagato, eccentrico, innamorato dell'idea di amore romantico. Dopo la Guerra Oscura, diventa amico e consigliere dei giovani Blackthorn. Come svela Catarina in Città del Fuoco Celeste, ha subito un brutto trauma all'inizio dell'Ottocento. Amico di tutti gli stregoni più famosi delle Cronache Shadowhunters (Magnus, Tessa, Catarina e Ragnor), è il principale antagonista del primo libro cercando ogni mezzo per fare tornare la sua amata, Annabel Blackthorn, dall'oltretomba.
- Annabel Blackthorn: Shadowhunters vissuta nella metà dell'800. Verrà torturata e uccisa prima dal Conclave e poi dalla sua Famiglia con l'accusa di amare un Nascosto, fatto proibito dalla Legge. Aiuta Malcolm a trovare il Volume Nero in modo da poterli proteggere dall'odio degli altri Shadowhunters. Verrà poi riportata in vita grazie ad un rito di sangue nel secondo libro.[1]
- Diana Wrayburn (Compare per la prima volta in Città del Fuoco Celeste): è la Tutor dell'Istituto di Los Angeles. Si presenta come una ragazza di 27 anni dalla pelle scura e dagli occhi marroni, con una carpa tatuata sul volto. Affabile, determinata e protettiva, non vive all'Istituto e nasconde un segreto ai ragazzi dell’Istituto. In Signore delle ombre scopre che è stato Julian, negli anni precedenti, a gestire l’istituto e, nonostante la morte dove Arthur, si rifiuta di succedergli. Il motivo lo confesserà poi a Gwyn: è un transgender e non lo ha mai detto a nessun altro Shadowhunter, per colpa dei pregiudizi tipici dei Nephilim. Questo segreto le impedisce di sostenere l’anno prova della spada mortale per diventare capo dell’Istituto.
- Arthur Blackthorn: fratello minore di Andrew, si trasferisce da Londra a Los Angeles per stare coi nipoti e gestire il locale Istituto, dopo la morte di quest'ultimo. Arthur, come Julian scoprirà presto, non è però in grado di assolvere a tali doveri, data la sua condizione pressoché continua di confusione mentale per via della quale si dedica solo ed esclusivamente allo studio di antichi testi di storia e letteratura greca e latina. Vive nella soffitta dell'istituto da cui non esce mai, neanche per mangiare, visitato solo da Diana e Julian che, in caso di incontri formali con altri Shadowhunters, gli somministra una medicina (realizzata da Malcolm) che gli permette di tornare lucido per un breve periodo di tempo. In Signore delle ombre, venuto a conoscenza del ritorno di Malcolm e di Annabel, si reca alla convergenza e muore nel tentativo di salvare definitivamente i suoi nipoti.

### Personaggi secondari
- Magnus Bane (presente in tutti i libri di Shadowhunters): Sommo Stregone di New York ed emissario del Conclave per mantenere la pace con i Nascosti. Compagno di Alec e padre adottivo di Rafe e Max, si reca a Los Angeles per indagare sulle anomalie delle linee di energia. Alla fine di Signore delle ombre, sembra essere anche lui vittima della misteriosa malattia che ha colpito gli stregoni.
- Alec Lightwood: Shadowhunter presente in tutta la saga dei The Mortal Instruments. Parabatai di Jace Herondale e compagno di Magnus Bane con cui ha due figli, Alec è il leader dell'Alleanza, organizzazione non ufficiale responsabile delle comunicazioni e trattative più importanti tra Nascosti e Shadowhunters.
- Helen Blackthorn (Compare per la prima volta in Città del fuoco celeste): Nata nel 1989, è la maggiore dei fratelli Blackthorn. A seguito della Pace Fredda viene esiliata con la moglie, Aline Penhallow, presso l'isola di Wrangel in quanto per metà fata. Soffre molto per non essersi potuta prendere cura dei fratelli dopo la morte del padre. In Queen of the Air and Darkness, tornerà a Los Angeles.
- Max e Rafe: sono i figli di Alec e Magnus. Max Michael è un piccolo stregone di 3 anni dalla pelle blu, mentre Rafael Santiago è uno Shadowhunter di 5 anni, di Buenos Aires, protagonista del racconto Il ritorno a casa di Fantasmi del mercato delle ombre.
- Aline Penhallow: Moglie di Helen Blackthorn ed esiliata con lei sull'isola di Wrangel.
- Clary Fairchild: Clarissa (Clary) Fairchild è la co-direttrice dell'Istituto di New York insieme al suo fidanzato Jace.
- Jace Herondale: è il co-direttore dell'Istituto di New York insieme alla sua ragazza Clary. Viene definito il migliore Shadowhunter in circolazione.
- Gwyn apud Nudd: fata capo della Caccia Selvaggia, compare in tutti i capitoli della saga. Descritto come un guerriero eccezionale e condottiero senza vessillo, sviluppa un rapporto molto umano con Diana.
- Jem Carstairs (già protagonista di Le Origini) : Shadowhunter non più in servizio ed ex fratello silente, è il marito di Tessa Gray. Impegnato nella ricerca dell'Herondale scomparso, si reca a Los Angeles con la moglie e si rivela essere un saggio amico e consigliere per Emma.
- Tessa Gray (già protagonista di Le Origini): metà strega e metà Shadowhunter, è la moglie di Jem. In Signora della Mezzanotte, si trova a Los Angeles per indagare sull'Herondale scomparso. Alla fine di Signore delle ombre, si scopre che anche lei ha i sintomi della malattia degli stregoni.

## Edizioni
- Cassandra Clare, Shadowhunters - Signora della mezzanotte, traduzione di M. Carozzi, collana Chrysalide, Arnoldo Mondadori Editore, 2016, formato rilegato, ca. 695 pagine, ISBN 978-88-04-65436-0[2]
- Cassandra Clare, Shadowhunters - Signore delle ombre, traduzione di M. Carozzi, collana Chrysalide, Arnoldo Mondadori Editore, 2017, formato rilegato, ca. 649 pagine, ISBN 978-88-04-67895-3[3]

Sia di Signora della Mezzanotte che di Signore delle Ombre esiste un'edizione limitata contenente un capitolo inedito della serie.